# Chris Corner
Chris Corner (ur. 23 stycznia 1974 w Middlesbrough) – brytyjski muzyk, współzałożyciel grupy Sneaker Pimps. W zespole tym współprodukuje i współtworzy muzykę, pisze teksty, a na albumach Splinter i Bloodsport wystąpił w roli głównego wokalisty. Pragnąc niezależności, w 2004 roku stworzył własny projekt pod nazwą IAMX.
Jest producentem muzycznym, wyprodukował dwa albumy Robots in Disguise: Get RID! i We're in the Music Biz. Ponadto stworzył ścieżkę dźwiękową do filmu Sky Fighters (Les Chevaliers du Ciel) (2005).
Zajmuje się także reżyserią teledysków projektu IAMX oraz innych artystów (m.in. „I Am Dust” Gary’ego Numana, „Play Me” Eleri, „Lost Inspiration” Doriana Graya i „Starting to Love It” grupy Debut).
Był również modelem w belgijskim magazynie Le Weekend i pojawił się w trzech odcinkach komediowego serialu BBC The Mighty Boosh. Do 16 roku życia artysta uczęszczał do szkoły Mill Hill, następnie do Acklam Sixth Form College i Goldsmith's College w Londynie. Studiował astrofizykę i matematykę.
Corner przez kilka lat przebywał w Berlinie. Artysta miał odnaleźć w tym mieście „inspirację dla mniejszego przejmowania się przemysłem muzycznym i możliwość pójścia własną drogą”. Stamtąd przeprowadził się do Los Angeles w Kalifornii.